# ヴィルトン
ヴィルトン（仏: Virton、フランス語発音: [viʁ.tɔ̃]）は、ベルギーのリュクサンブール州にある町、ないしそれを中核とするコミューン（基礎自治体）である。前者としては同国で最南端に位置する。微気候で有名なベルギー領ロレーヌ（通称ゴーム地域）の中心地。
ヴィルトン基礎自治体はベルモン (Belmont)、ブレイ (Bleid)、シェノワ (Chenois)、エト (Èthe)、ゴメリー (Gomery)、グランクール (Grandcourt)、ラトゥール (Latour)、リュエット (Ruette)、サン＝マール (Saint-Mard)、サン＝レミ (Saint-Remy)の各村から成る。

## 歴史

### 古代・中世
古代ローマがヴェルトゥヌム (Vertunum) の荘園を築く前から人の住んでいたことは、いくつかの出土品の示すところである。ローマ人は5世紀初頭にゲルマン人に駆逐され、入植地も壊滅状態となったが、フランク人によってやや北に再建された。
1183年のローマ教皇ルキウス3世の勅書に、シニー家所領として初めて登場する。同家は領主として、1270年にはすでに立っていた市場の物品に重い税を課したものと思われる。1441年にブルゴーニュのフィリップ善良公がルクセンブルク公を兼ねてからは、ワロンの諸都市と同じく2世紀にわたるフランス、スペイン、オランダ間の争いに巻き込まれ、戦争や飢饉、伝染病、恐慌に襲われた。18世紀にマリア・テレジアの支配下に入ると、ロレーヌにおける製鉄業の発展で暮らし向きは改善した。

### 近現代
だが、フランス革命がこれを台無しにした。ナポレオン・ボナパルトが1815年に旅立つまで、ヴィルトンにとって忍耐の時期が続いた。一方で、ベルギー革命と二月革命には積極的に参加した。第一次世界大戦初頭の1914年8月22日には、攻め入ったドイツ陸軍が数百人の市民を処刑した。第二次世界大戦でも大量の退去者が出た。現在、ヴィルトンはゴーム地域における経済・観光の中心地となっている。

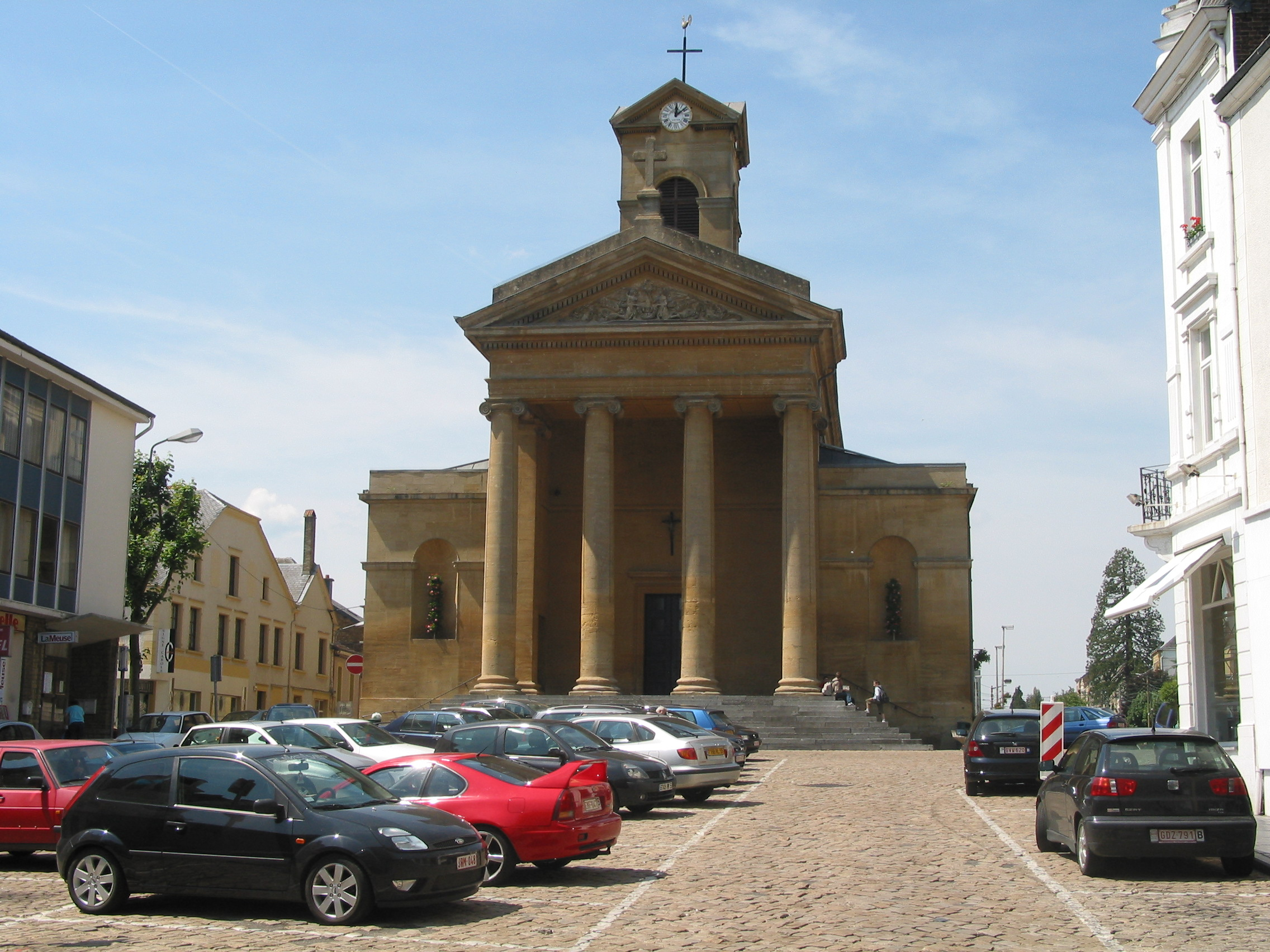
聖ローレンス教会

## 名所
- 色とりどりの住宅が建ち並ぶ山手通り
- 古典的ファサードを備えた聖ローラン教会。1825年から1830年の建造
- 中世の市壁の一部
- ゴーム博物館

## 気候
| ヴィルトンの気候       | ヴィルトンの気候 | ヴィルトンの気候 | ヴィルトンの気候 | ヴィルトンの気候 | ヴィルトンの気候 | ヴィルトンの気候 | ヴィルトンの気候 | ヴィルトンの気候 | ヴィルトンの気候 | ヴィルトンの気候 | ヴィルトンの気候 | ヴィルトンの気候 | ヴィルトンの気候 |
| 月                     | 1月              | 2月              | 3月              | 4月              | 5月              | 6月              | 7月              | 8月              | 9月              | 10月             | 11月             | 12月             | 年               |
| ---------------------- | ---------------- | ---------------- | ---------------- | ---------------- | ---------------- | ---------------- | ---------------- | ---------------- | ---------------- | ---------------- | ---------------- | ---------------- | ---------------- |
| 平均最高気温 °C （°F） | 4.4 (39.9)       | 6.0 (42.8)       | 10.0 (50)        | 13.5 (56.3)      | 18.2 (64.8)      | 21.0 (69.8)      | 23.4 (74.1)      | 23.3 (73.9)      | 19.1 (66.4)      | 13.9 (57)        | 7.9 (46.2)       | 5.3 (41.5)       | 13.83 (56.89)    |
| 平均最低気温 °C （°F） | −0.8 (30.6)      | −1.2 (29.8)      | 0.9 (33.6)       | 2.5 (36.5)       | 6.8 (44.2)       | 9.9 (49.8)       | 11.7 (53.1)      | 11.2 (52.2)      | 8.2 (46.8)       | 5.4 (41.7)       | 1.9 (35.4)       | 0.3 (32.5)       | 4.73 (40.52)     |
| 降水量 mm （inch）     | 101.0 (3.976)    | 78.9 (3.106)     | 86.7 (3.413)     | 61.9 (2.437)     | 78.8 (3.102)     | 78.1 (3.075)     | 76.7 (3.02)      | 63.9 (2.516)     | 78.2 (3.079)     | 92.8 (3.654)     | 95.1 (3.744)     | 118.8 (4.677)    | 1,010.9 (39.799) |
| 平均降水日数           | 14               | 11               | 13               | 10               | 12               | 11               | 10               | 9                | 10               | 12               | 13               | 15               | 140              |
| 出典：世界気象機関     |                  |                  |                  |                  |                  |                  |                  |                  |                  |                  |                  |                  |                  |

## 文化
市のマスコットの「マディのジャン」は生粋の、陽気な、機知に富むゴーム人である。1585年に近くの村で生まれたという。
1935年から市は2体の巨大な人形を所有しており、地元の祭りでお披露目される。

## 出身有名人
- ベレ・ド・ラトゥール伯マクシミリアン・アントン・カール（1737年 - 1806年） オーストリアの軍人
- ブノワ・マリアージュ（1961年 - ） 映画監督

## カナダとの紐帯
近くのフランスのマルヴィルにはカナダ空軍の基地があったため、この地にはカナダ人の妻子が多く暮らしていた。基地がドイツのラールに移ることになると、ヴィルトンやフローランヴィル、空軍フランス本部のあるロンギュイオンではセレモニーが行われ、3本の「サンダーバード」のトーテムポールが贈られた。このトーテムポールは現在も残っている。